# 世界遗产城市组织
世界遗产城市组织（或译世界遗产城市联盟，简称，简称），是联合国教科文组织的一个下属组织机构，是一个非盈利性、非政府的国际组织，于1993年9月8日在摩洛哥的非斯成立，总部设在加拿大的魁北克市。该组织的宗旨是负责沟通和执行世界遗产委员会会议的各项公约和决议，借鉴各遗产城市在文化遗产保护和管理方面的先进经验，进一步促进各遗产城市的保护工作。
至今，该组织已经有200余座被列入联合国教科文组织世界遗产名录的城市作为成员，另有数座观察员城市。部分城市分属于以下6个地区秘书处，其中有一些城市同时属于多个地区秘书处，但也有许多城市不属于任何一个地区秘书处。
- 亚太地区秘书处，位于庆州。
- 中东欧地区秘书处，位于华沙。
- 欧亚地区秘书处，位于喀山。
- 拉丁美洲地区秘书处，位于莫雷利亚。
- 北欧与北美地区秘书处，位于雷根斯堡。
- 南欧与地中海地区秘书处，位于科尔多瓦。

## 官方语言
世界遗产城市联盟共有5种官方语言，分别为法语、英语、西班牙语、阿拉伯语和葡萄牙语。

## 世界遗产城市
“世界遗产城市”是指城市类型的世界遗产，其性质类似于中国的“国家历史文化名城”，可以说是世界级的历史文化名城。

## 世界遗产城市列表

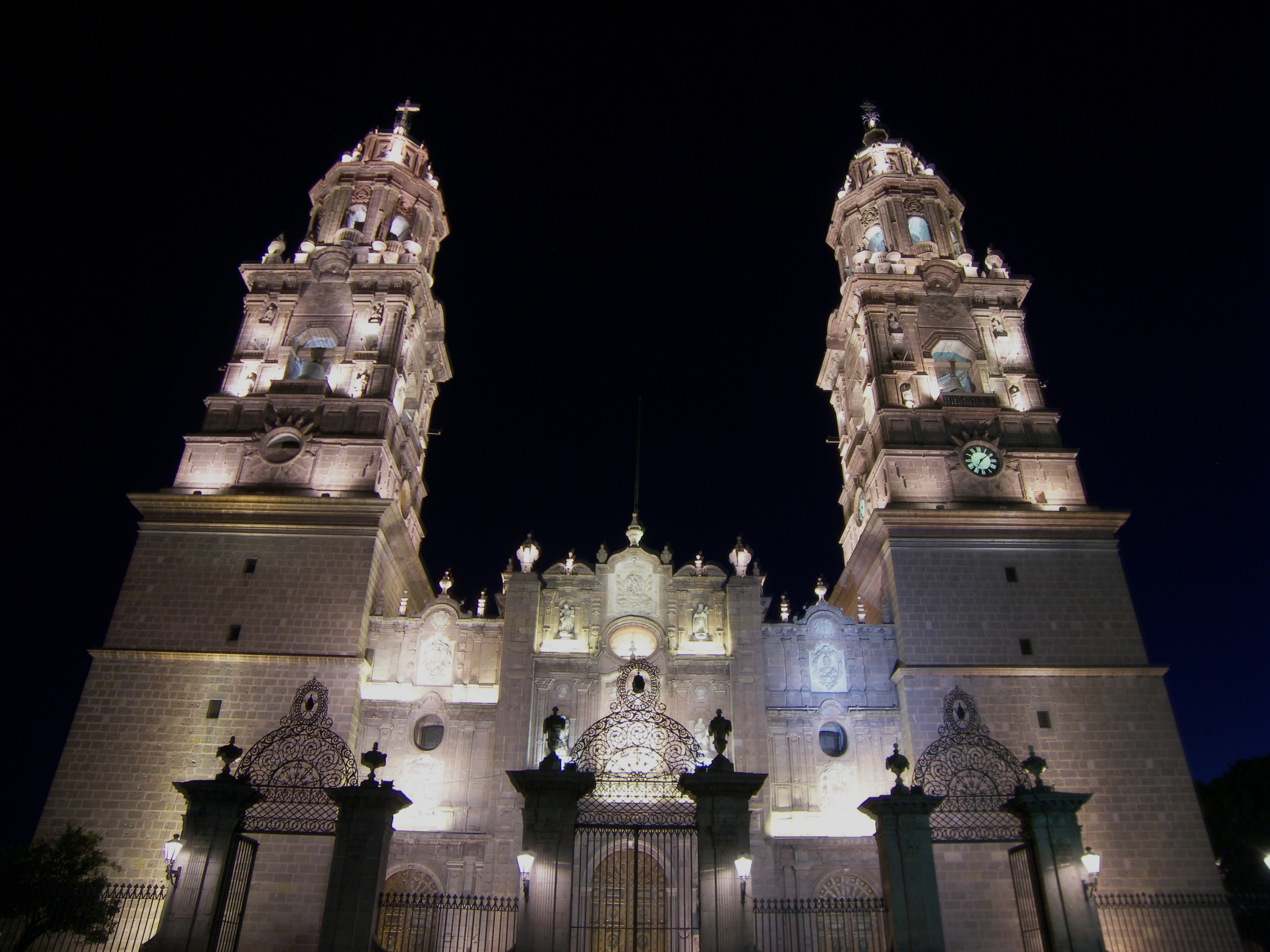
莫雷利亚主教座堂

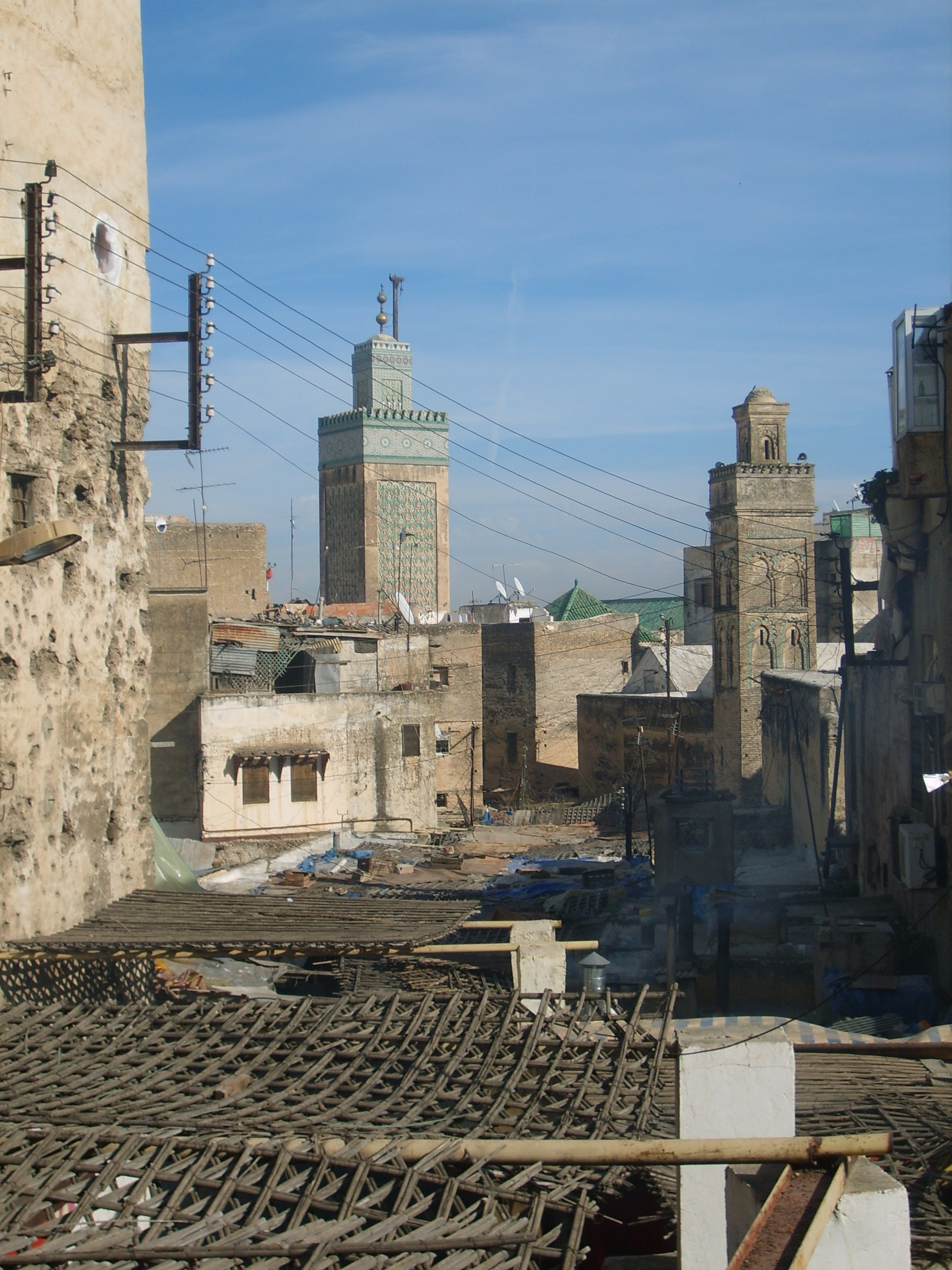
非斯古城

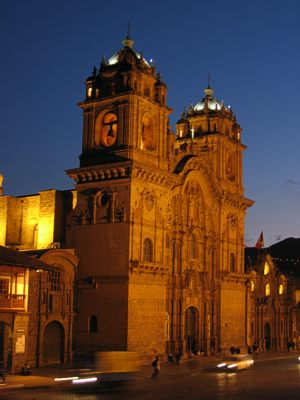
库斯科拉孔帕尼亚教堂

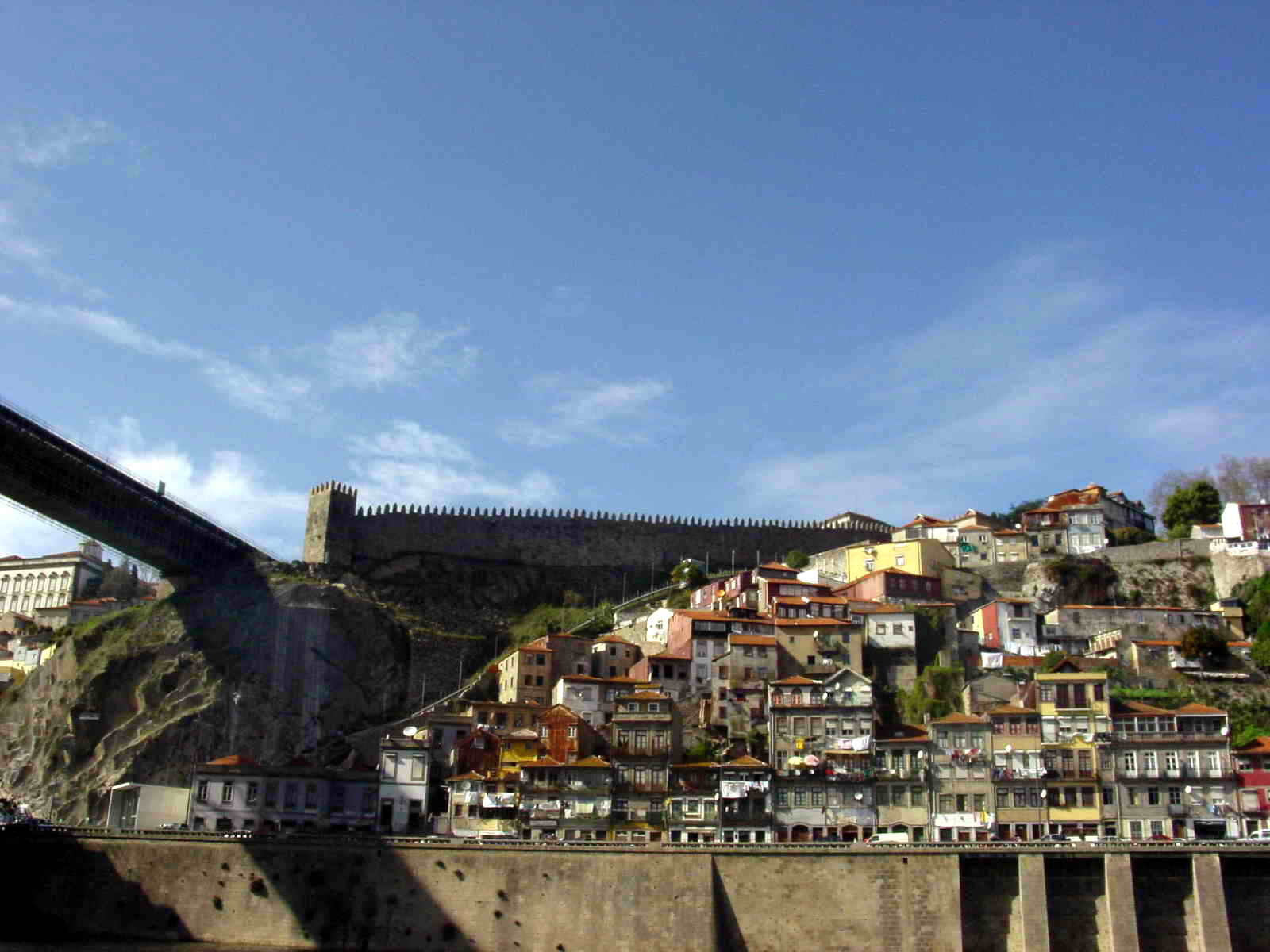
波尔图历史中心

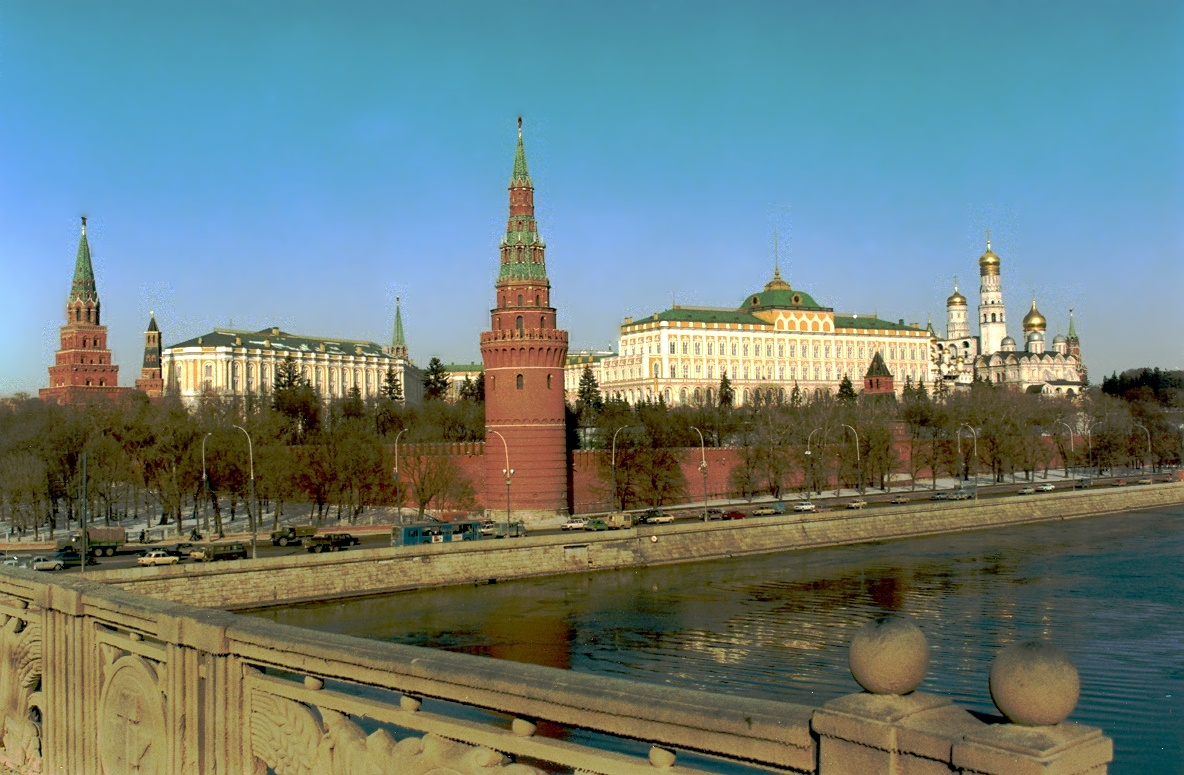
莫斯科克里姆林宫

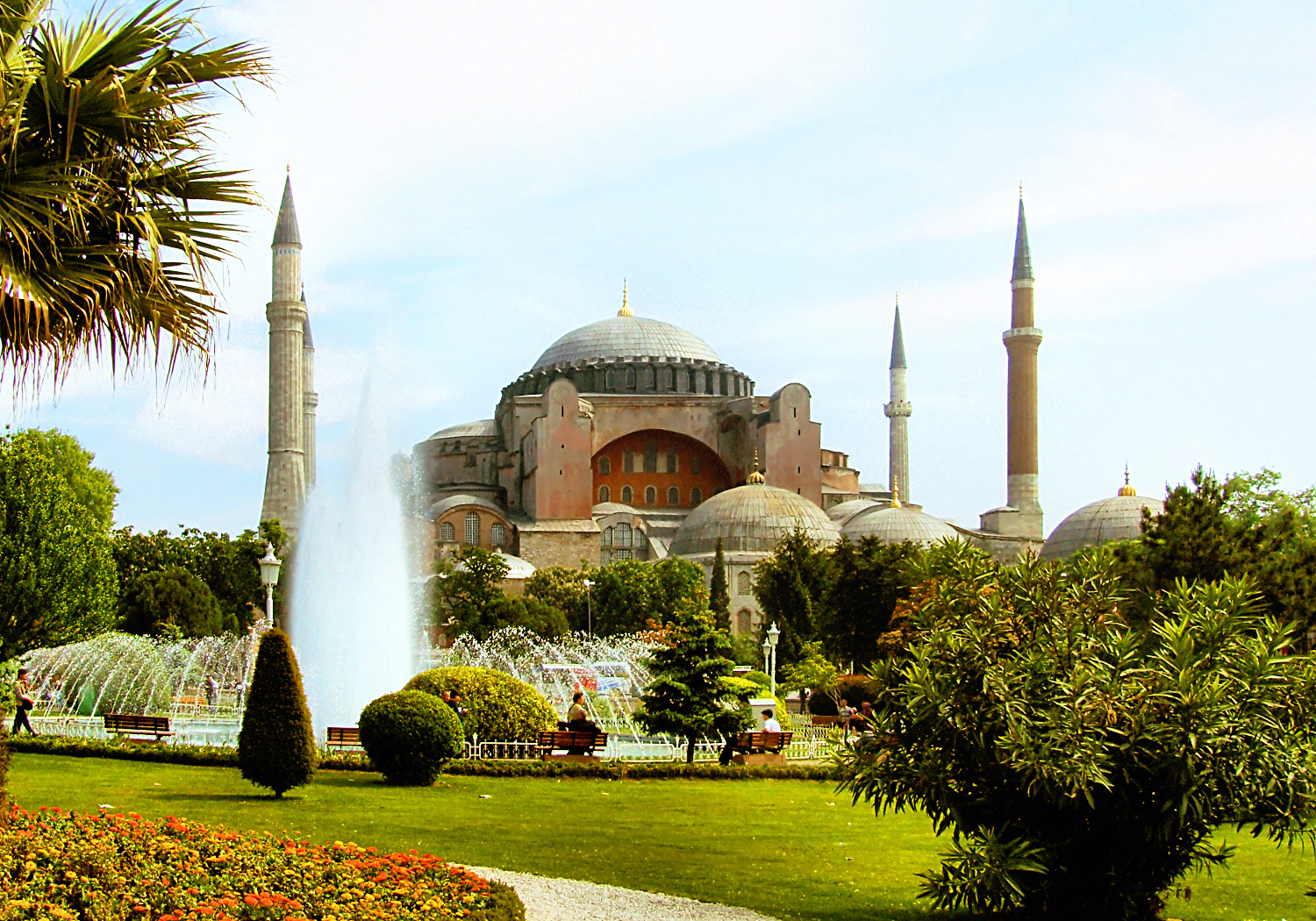
伊斯坦布尔圣索非亚教堂

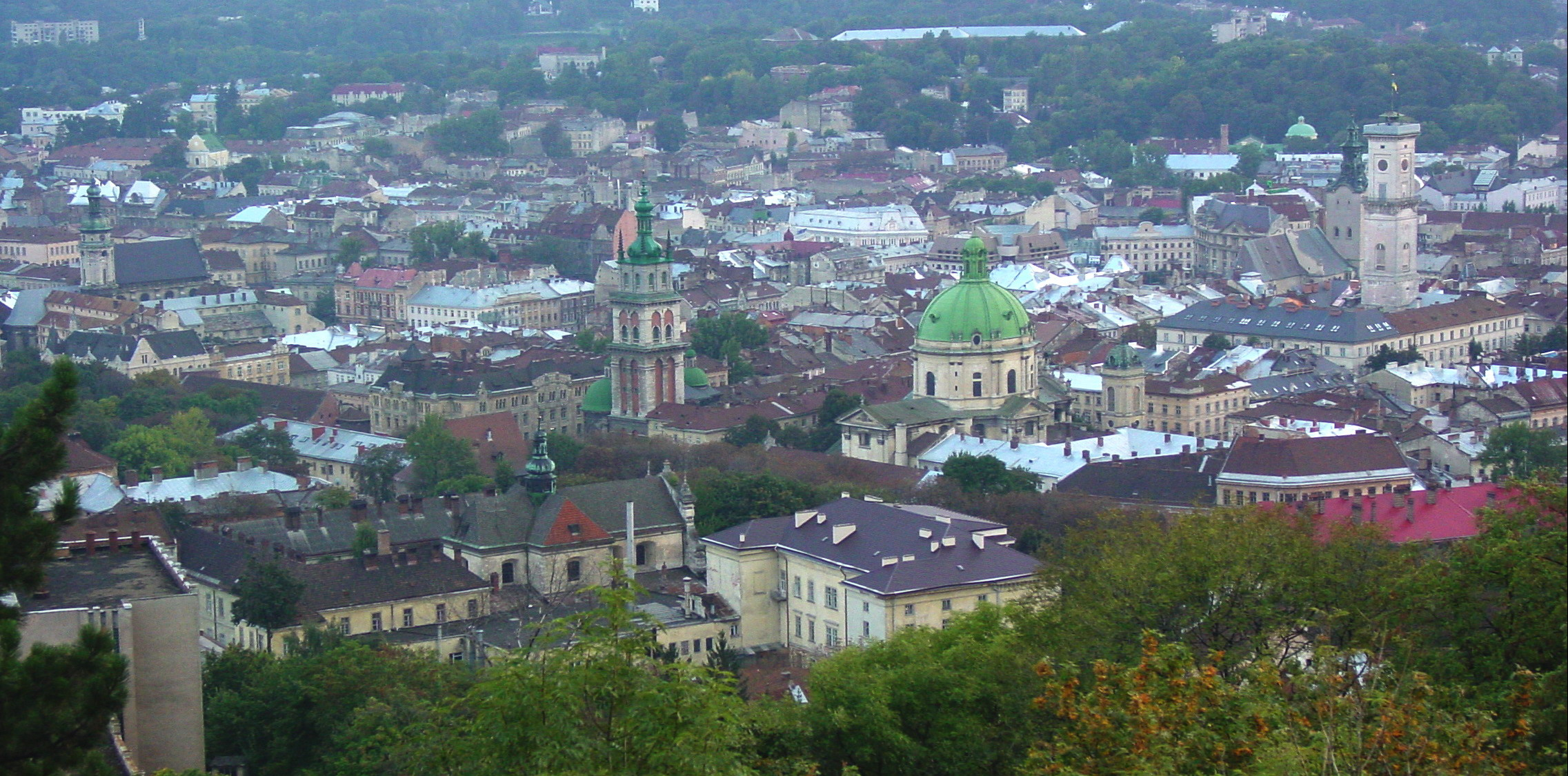
利沃夫城鸟瞰

国名及城市名按英语字母顺序排列，括号内为所属地区秘书处。标*的为观察员。
- 阿尔及利亚（2座）
  - 阿尔及尔
  - 盖尔达耶
- 亞美尼亞（2座，其中观察员城市1座）
  - 埃奇米阿津（南欧与地中海地区）
  - 埃里温*
- 奥地利（2座）
  - 萨尔茨堡（北欧与北美地区）
  - 维也纳（南欧与地中海地区、北欧与北美地区、中东欧地区）
- （1座）巴库少女塔

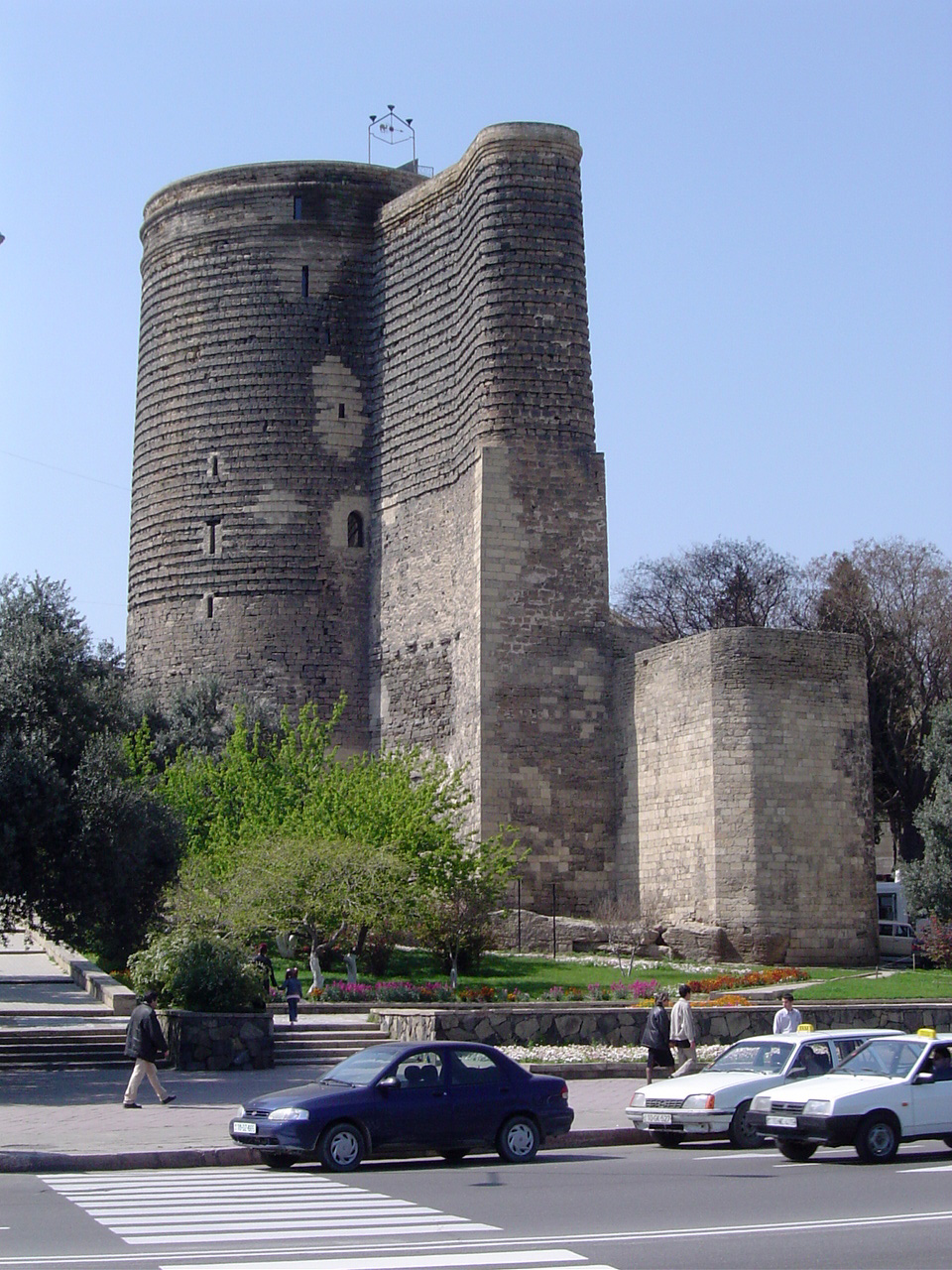
巴库少女塔

  - 巴库古城（南欧与地中海地区、中东欧地区）
- 巴林（1座）
  - 穆哈拉格
- （1座）
  - 布里奇顿
- 比利时（2座）布鲁日城鸟瞰
  - 布鲁日（南欧与地中海地区）

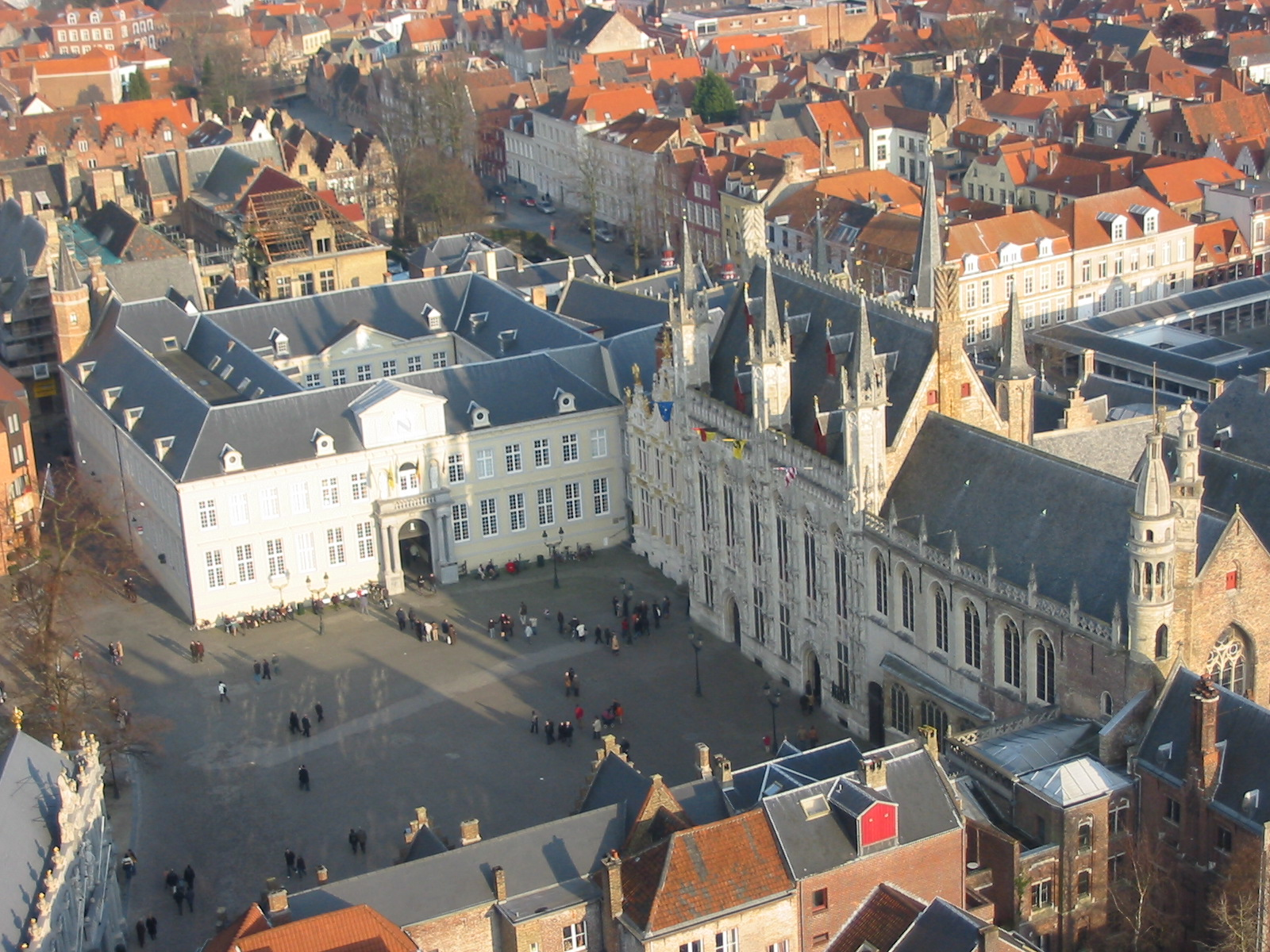
布鲁日城鸟瞰

  - 布鲁塞尔（北欧与北美地区、南欧与地中海地区）

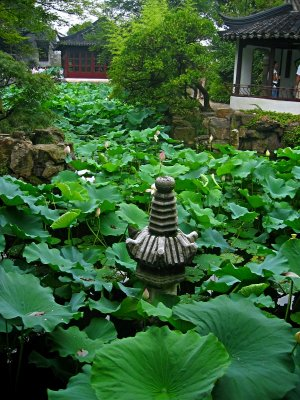
苏州拙政园荷花池

- 百慕大（1座）
  - 圣乔治斯
- 玻利维亚（2座）
  - 波托西
  - 苏克雷
- （1座）
  - 莫斯塔尔（南欧与地中海地区）
- 巴西（6座）
  - 巴西利亚
  - 迪亚曼蒂纳
  - 奥林达
  - 欧鲁普雷图
  - 萨尔瓦多
  - 圣路易斯
- 保加利亚（1座）
  - 内塞伯尔（中东欧地区）
- 加拿大（2座）
  - 卢嫩堡
  - 魁北克市（北欧与北美地区）
- （1座）
  - 旧城（南欧与地中海地区）
- 智利（1座）
  - 瓦尔帕莱索
- 中华人民共和国（6座）苏州拙政园荷花池
  - 承德
  - 都江堰
  - 丽江
  - 澳门
  - 江门
  - 苏州
- 哥伦比亚（2座）卡塔赫纳要塞
  - 卡塔赫纳（拉丁美洲地区）
  - 圣克鲁斯德蒙波斯
- （3座）

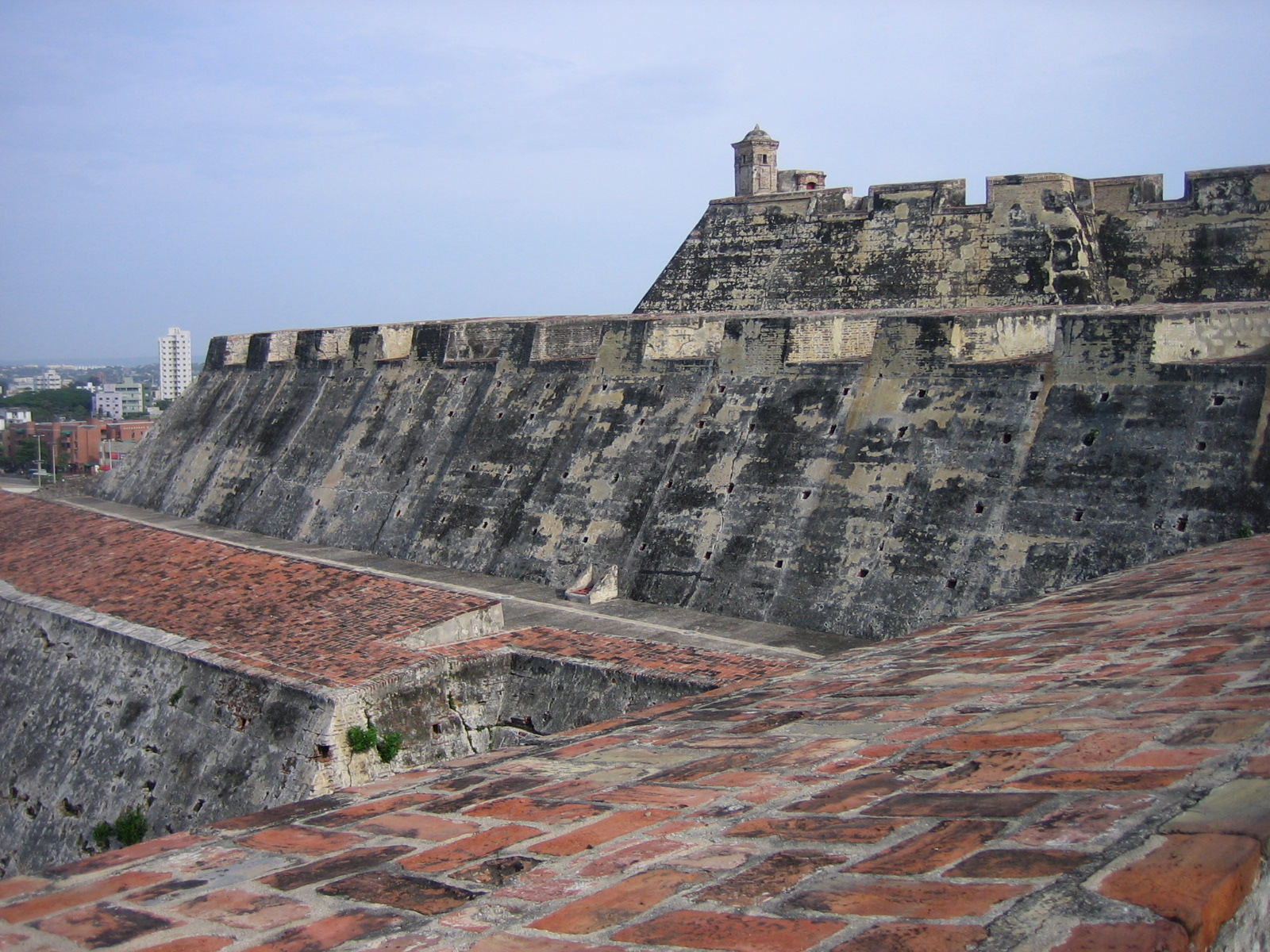
卡塔赫纳要塞

  - 杜布罗夫尼克（中东欧地区、南欧与地中海地区）
  - 斯普利特（中东欧地区、南欧与地中海地区）

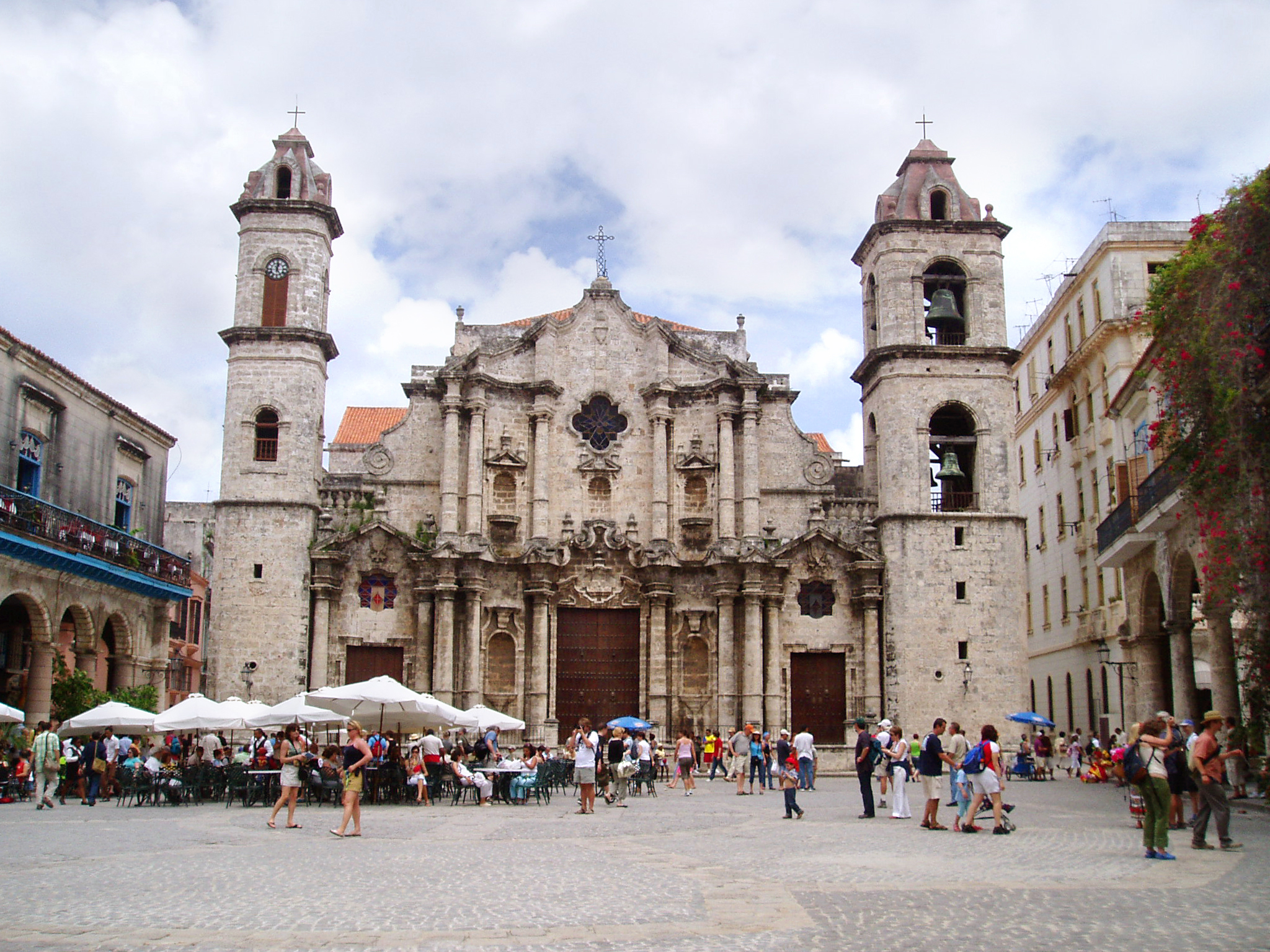
哈瓦那旧城的哈瓦那主教座堂

  - 特罗吉尔
- 古巴（3座）哈瓦那旧城的哈瓦那主教座堂
  - 卡马圭
  - 哈瓦那（拉丁美洲地区）
  - 特立尼达
- （1座）
  - 威廉斯塔德（拉丁美洲地区）
- 捷克（3座）布拉格历史中心
  - 库特纳霍拉（中东欧地区）
  - 布拉格
  - 特热比奇
- （2座）
  - 昆卡（拉丁美洲地区）
  - 基多（拉丁美洲地区）
- 埃及（1座）
  - 开罗
- 爱沙尼亚（1座）
  - 塔林
- 衣索比亞（1座）
  - 哈勒尔历史要塞
- 斐济（1座）
  - 莱武卡
- 芬兰（1座）
  - 劳马（北欧与北美地区）
- 法國（9座）

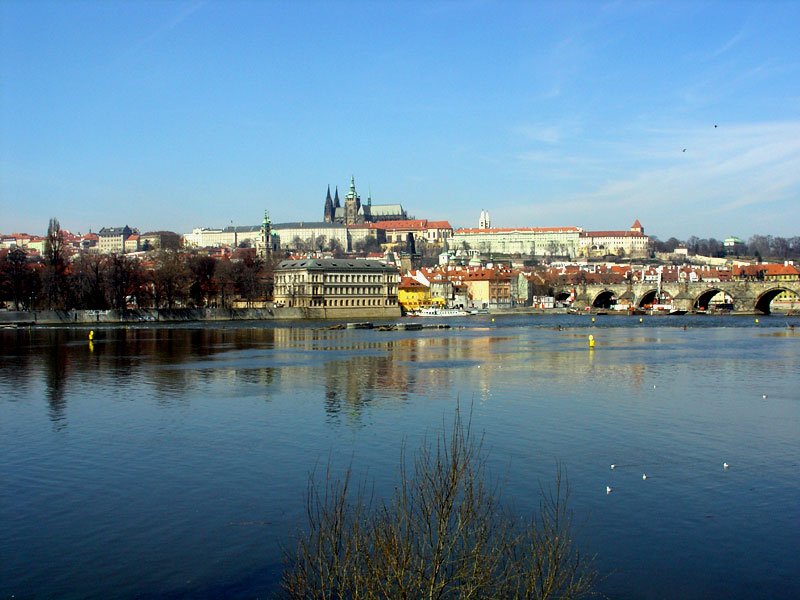
布拉格历史中心

  - 波尔多（北欧与北美地区、南欧与地中海地区）
  - 卡尔卡松
  - 枫丹白露（北欧与北美地区）
  - 勒阿弗尔
  - 圣米歇尔山
  - 南锡
  - 尼斯（南欧与地中海地区）
  - 普罗万
  - 斯特拉斯堡（南欧与地中海地区）
- 德国（10座）施特拉尔松圣尼各老主教座堂
  - 奥格斯堡（北欧与北美地区）
  - 班贝格（北欧与北美地区）
  - 柏林（北欧与北美地区）
  - 吕贝克
  - 瑙姆堡（北欧与北美地区）
  - 波茨坦
  - 奎德林堡（北欧与北美地区）
  - 雷根斯堡（北欧与北美地区）
  - 施特拉尔松德（北欧与北美地区）
  - 维斯马（北欧与北美地区）
- 希腊（2座）
  - 帕特莫斯
  - 罗得（中东欧地区、南欧与地中海地区）
- 匈牙利（1座）
  - 布达佩斯（中东欧地区）

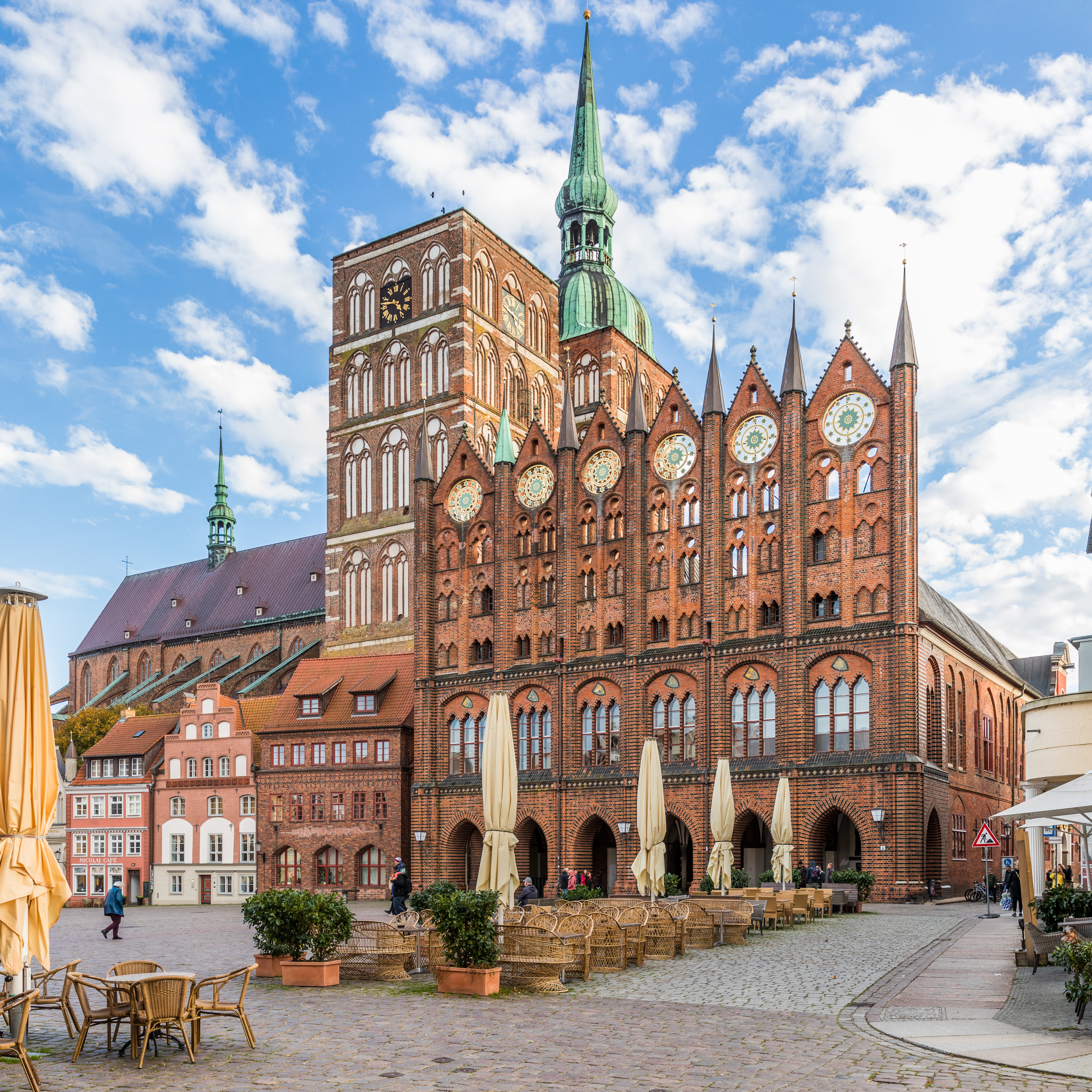
施特拉尔松圣尼各老主教座堂

- 印度尼西亞（5座，其中观察员城市2座）
  - 登巴萨（亚太地区、欧亚地区）
  - 吉安雅（亚太地区、欧亚地区）
  - 卡朗阿森*
  - 萨瓦伦托（亚太地区）
  - 苏拉加达*（亚太地区）
- 伊朗（1座）
  - 巴姆
- 以色列（3座，包括有争议的耶路撒冷）
  - 阿卡
  - 耶路撒冷
  - 特拉维夫－雅法（中东欧地区）
- 義大利（3座）
  - 帕杜拉
  - 帕拉佐洛-阿克雷德
  - 圣吉米尼亚诺
- 日本（2座）京都金阁寺
  - 京都
  - 奈良
- （1座）
  - 突厥斯坦（欧亚地区）
- （2座）
  - 拉穆
  - 蒙巴萨
- （1座）
  - 琅勃拉邦（亚太地区）
- 拉脫維亞（1座）
  - 里加（中东欧地区、北欧与北美地区）
- 利比亞（1座）
  - 古达米斯
- 立陶宛（1座）
  - 维尔纽斯（中东欧地区、北欧与北美地区）
- 盧森堡（1座）

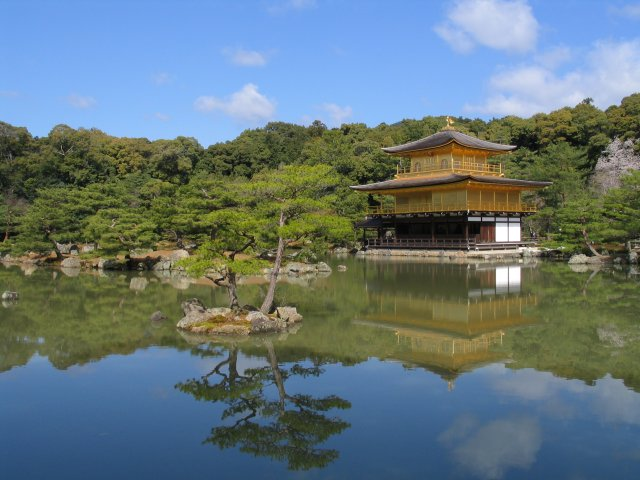
京都金阁寺

  - 卢森堡市（北欧与北美地区、南欧与地中海地区）

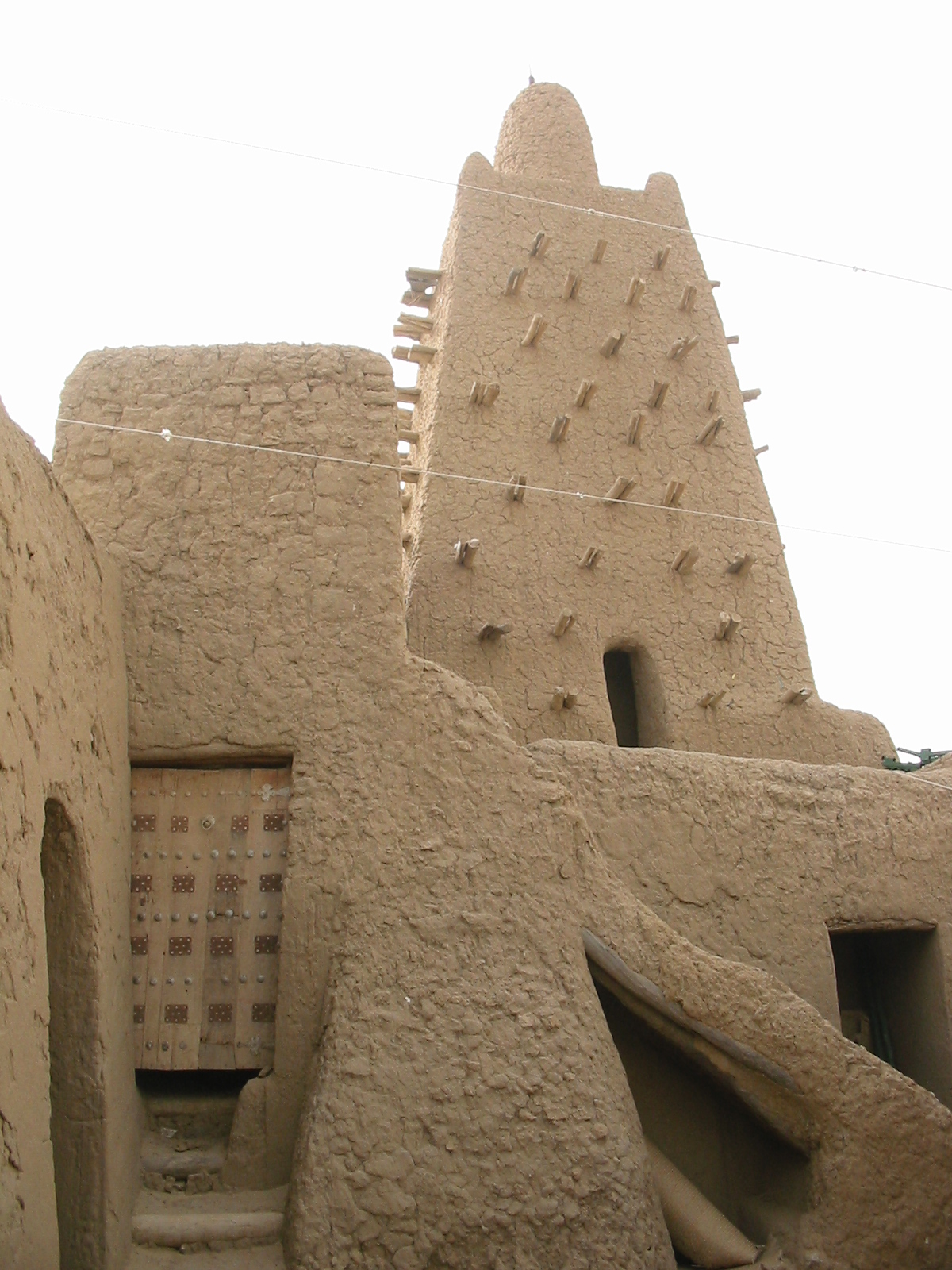
廷巴克图琼盖拉柏清真寺

- 马来西亚（2座）
  - 乔治市
  - 马六甲市（亚太地区）
- （1座）廷巴克图琼盖拉柏清真寺
  - 通布图
- 馬爾他（1座）
  - 瓦莱塔
- 墨西哥（12座）莫雷利亚主教座堂
  - 坎佩切（拉丁美洲地区）
  - 瓜纳华托（拉丁美洲地区）
  - 墨西哥城（拉丁美洲地区）
  - 莫雷利亚（拉丁美洲地区）
  - 瓦哈卡市（拉丁美洲地区）
  - 普埃布拉（拉丁美洲地区）
  - 克雷塔罗（拉丁美洲地区）
  - 圣米格尔德阿连德（拉丁美洲地区）
  - 圣帕布罗维拉德米特拉（拉丁美洲地区）
  - 塔拉科塔潘
  - 索奇米尔科（拉丁美洲地区）
  - 萨卡特卡斯（拉丁美洲地区）
- 蒙特內哥羅（1座）
  - 科托尔（南欧与地中海地区）
- 摩洛哥（5座）非斯古城
  - 索维拉
  - 非斯
  - 马拉喀什（南欧与地中海地区）
  - 梅克内斯
  - 得土安
- 莫桑比克（1座）
  - 莫桑比克岛
- 尼泊尔（3座）
  - 巴克塔普尔
  - 加德满都
  - 拉利特普尔（帕坦）
- 荷蘭（1座）
  - 皮爾默倫德（北欧与北美地区）
- 北馬其頓（1座）
  - 奥赫里德（中东欧地区）
- 挪威（2座）
  - 卑尔根
  - 勒罗斯
- 巴拿马（1座）
  - 巴拿马城
- 秘魯（4座）库斯科拉孔帕尼亚教堂
  - 阿雷基帕
  - 库斯科（拉丁美洲地区）
  - 利马
  - 里马克
- 菲律賓（2座）
  - 米亚高
  - 维甘
- 波蘭（4座）
  - 克拉科夫（中东欧地区）
  - 托伦
  - 华沙（中东欧地区、北欧与北美地区）
  - 扎莫希奇（中东欧地区）
- 葡萄牙（6座）波尔图历史中心
  - 英雄港（南欧与地中海地区）
  - 埃尔瓦什（南欧与地中海地区）
  - 基马拉斯（南欧与地中海地区）
  - 波尔图（南欧与地中海地区）
  - 辛特拉（南欧与地中海地区）
  - 埃武拉（南欧与地中海地区）
- 大韓民國（16座）
  - 安东（亚太地区）
  - 报恩（亚太地区）
  - 扶余（亚太地区）
  - 高敞（亚太地区）
  - 公州（亚太地区）
  - 广州（亚太地区）
  - 庆州（亚太地区）
  - 海南（亚太地区）
  - 陕川（亚太地区）
  - 和顺（亚太地区）
  - 益山（亚太地区）
  - 钟路（亚太地区）
  - 城北
  - 水原（亚太地区）
  - 梁山（亚太地区）
  - 荣州（亚太地区）
- 新加坡（1座）
  - 新加坡城
- 羅馬尼亞（2座）
  - 别尔坦
  - 锡吉什瓦拉（中东欧地区）
- 俄羅斯（7座）莫斯科克里姆林宫
  - 杰尔宾特
  - 喀山（欧亚地区）
  - 莫斯科
  - 诺夫哥罗德（欧亚地区）
  - 圣彼得堡（中东欧地区）
  - 苏兹达尔
  - 雅罗斯拉夫尔（欧亚地区）
- 塞内加尔（2座）
  - 达喀尔
  - 圣路易
- 斯洛伐克（2座）
  - 班斯卡-什佳夫尼察（中东欧地区）
  - 巴尔代约夫
- 西班牙（17座）格拉纳达阿尔罕布拉宫
  - 埃纳雷斯堡
  - 阿兰胡埃斯（南欧与地中海地区）
  - 阿维拉
  - 拜萨（南欧与地中海地区）
  - 科尔多瓦（南欧与地中海地区）
  - 昆卡（南欧与地中海地区）
  - 卡塞雷斯（南欧与地中海地区）
  - 格拉纳达（南欧与地中海地区）
  - 伊维萨（南欧与地中海地区）
  - 梅里达
  - 萨拉曼卡
  - 圣克里斯托瓦尔-德拉拉古纳

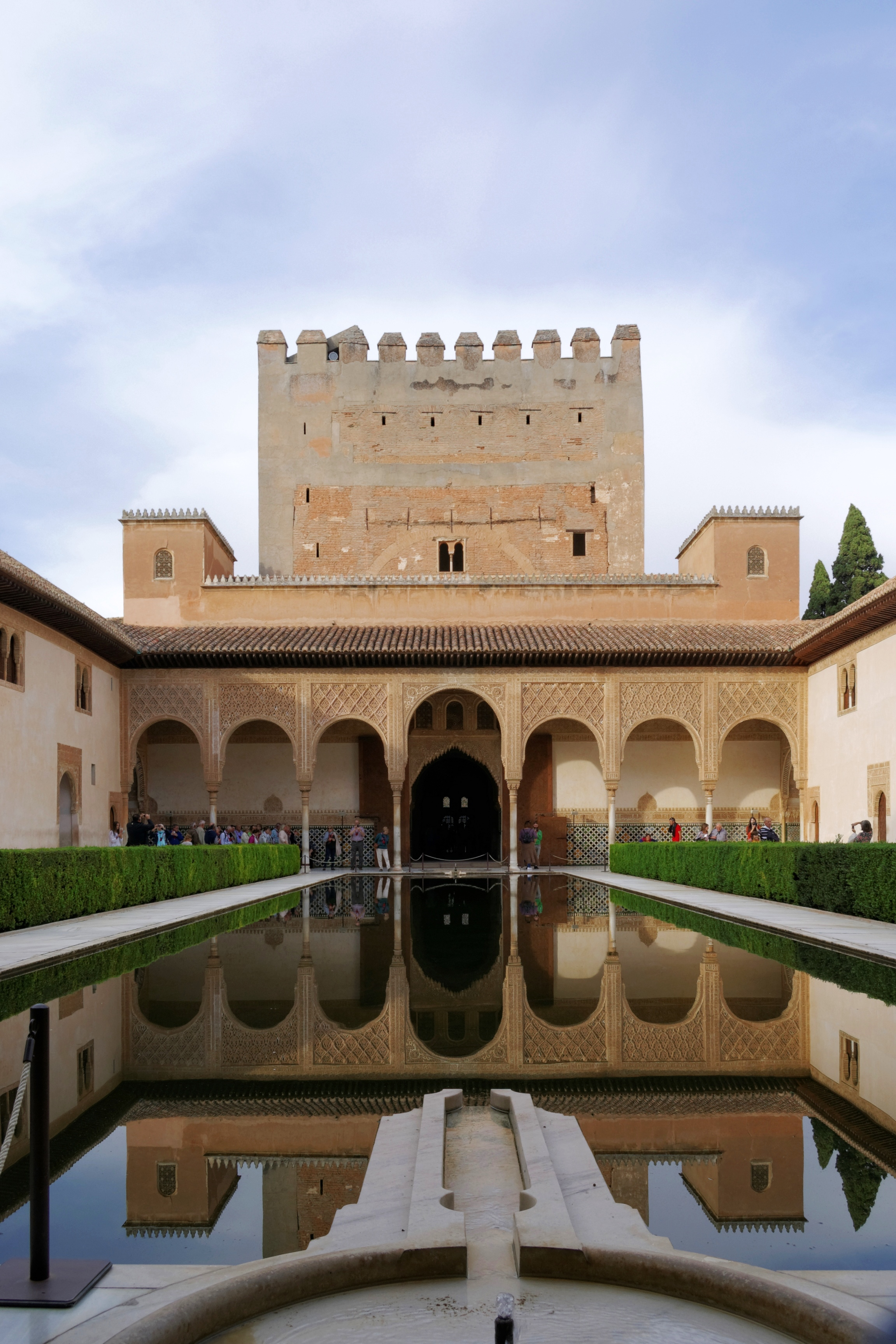
格拉纳达阿尔罕布拉宫

  - 圣地亚哥-德孔波斯特拉（南欧与地中海地区）

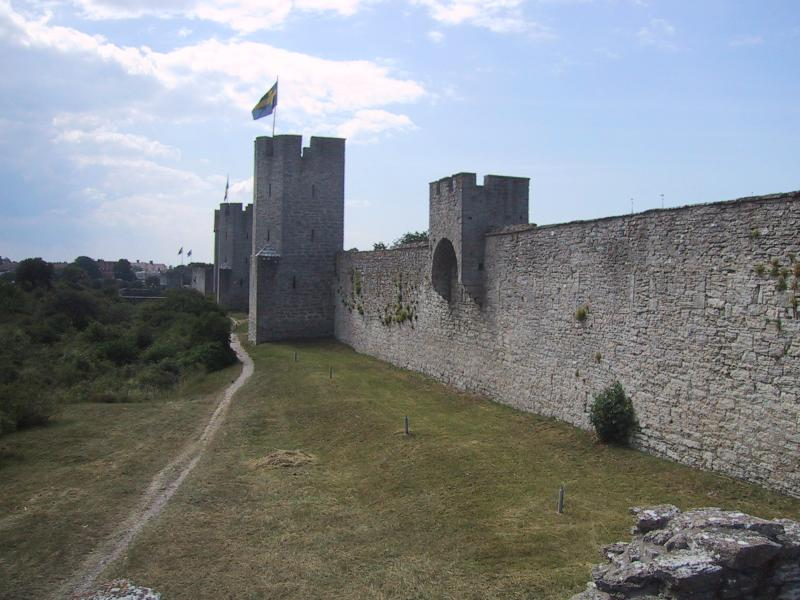
维斯比古城墙

  - 塞哥维亚（南欧与地中海地区）
  - 塔拉戈纳（南欧与地中海地区）
  - 托莱多
  - 乌韦达（南欧与地中海地区）
- 斯里蘭卡（3座）
  - 阿努拉德普勒
  - 加勒（亚太地区）
  - 康提（亚太地区）
- 瑞典（2座）维斯比古城墙
  - 卡尔斯克鲁纳
  - 维斯比（北欧与北美地区）
- 瑞士（1座）
  - 伯尔尼
- 叙利亚（2座）
  - 阿勒颇
  - 大马士革
- 坦桑尼亚（1座）
  - 桑给巴尔市
- 突尼西亞（3座）
  - 凯鲁万
  - 苏塞
  - 突尼斯城（南欧与地中海地区）
- 土耳其（4座）伊斯坦布尔圣索非亚教堂
  - 布尔萨
  - 伊斯坦布尔
  - 科尼亚
  - 番红花城（欧亚地区）
- 乌克兰（2座）利沃夫城鸟瞰
  - 切尔尼夫齐
  - 利沃夫（中东欧地区）
- 英国（2座）巴斯城鸟瞰
  - 巴斯
  - 爱丁堡
- 美国（2座）
  - 费城（北欧与北美地区）
  - 圣安东尼奥（北欧与北美地区）
- 乌拉圭（2座）

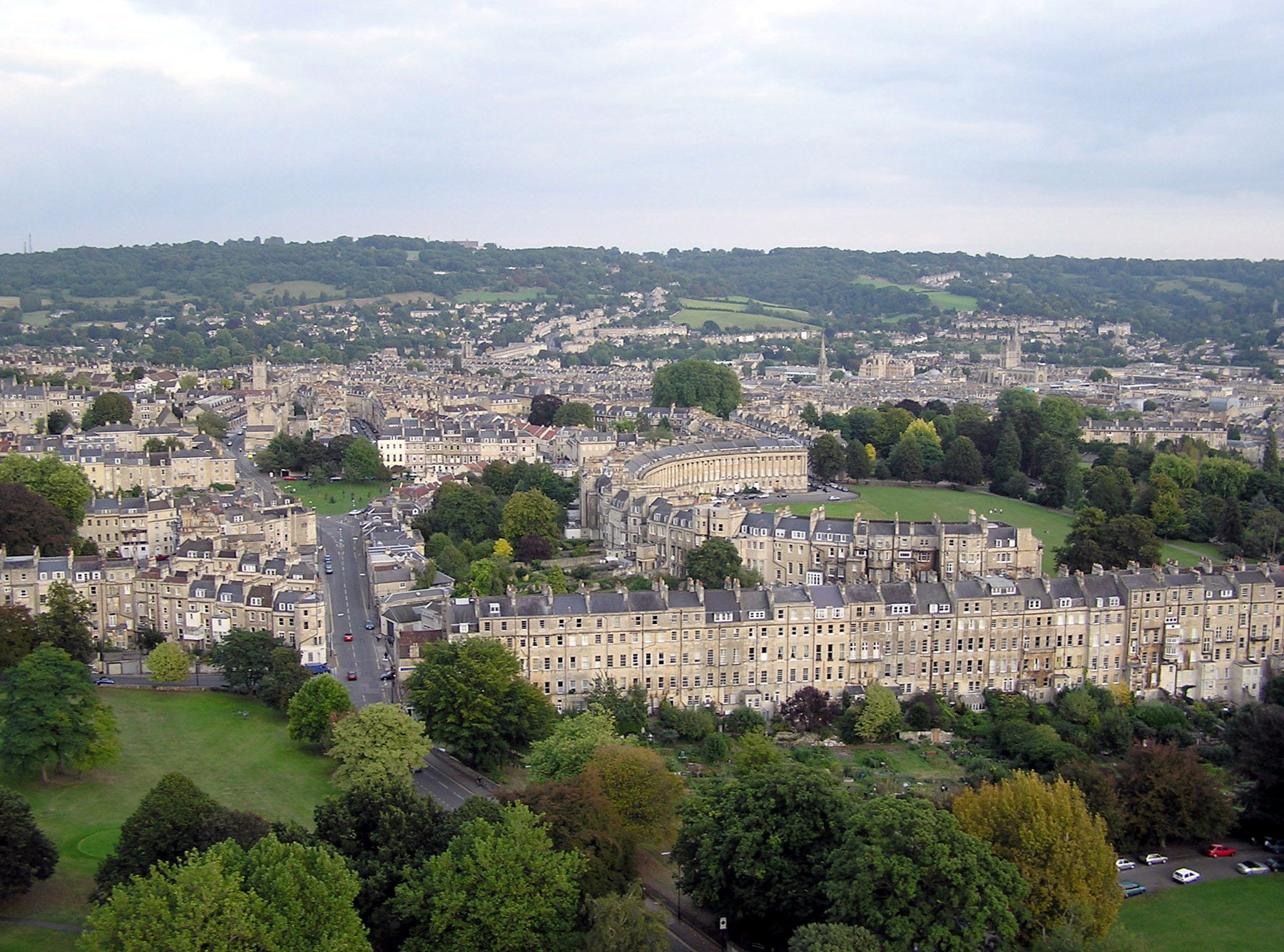
巴斯城鸟瞰

  - 科洛尼亚-德尔萨克拉门托（拉丁美洲地区）
  - 弗赖本托斯
- （1座）
  - 希瓦
- 委內瑞拉（1座）
  - 科罗
- 越南（2座）
  - 会安
  - 顺化（亚太地区）